# Ямница (приток Оки)
Ямница — небольшая речка в Заокском районе Тульской области, правый приток Оки, в которую впадает в 994 км от ее устья, около посёлка Ланьшинский и одноимённого карьера. Питание — родниковое. В половодье существенно разливается. В части русла Ямница течёт по трубам.
На Ямнице находятся следующие деревни:
- Шевернево — известна со второй половины XVII века[4]
- Волковичи — известна с середины XVI века[5]